# ガイア (ヌミディア王)
ガイア（ベルベル語・ティフィナグ：GYY, ラテン語：Gaia）またはガラ（Gala）は、紀元前3世紀の古代ヌミディア（現在のアルジェリア北東部）においてベルベル系遊牧民の部族連合であったマッシュリ族（Massyli）の王。史料によって、名前がガイアだったりガラとなっていたりする。父はゼラルサン（Zelalsan）、兄弟はウルサゼン（Ulzasen）、子はヌミディアを統一したマシニッサ（Masinissa）。

## 生涯
第二次ポエニ戦争（紀元前219年 - 201年）が起こると、ガイア王はカルタゴと同盟を結んで共和政ローマに対抗し、息子のマシニッサと騎兵をハンニバルの遠征軍に援兵として派遣した。
ガイア王は、紀元前208年から206年頃に没したらしい。この後、マッシュリは次々に王が変わり、西のマサエシュリのシュファクスによって制圧される。ところが、マシニッサがローマの将軍大スキピオに降伏して、シュファクスがカルタゴ側に寝返ったため、ローマ軍によってシュファクスは排除され、マシニッサがヌミディア統一王国の王となった。ガイアは、ヌミディア統一前の最後の王ということになる。